# Lochteå
Lochteå (finska: Lohtaja) var en kommun i landskapet Mellersta Österbotten i Finland. Kommunen hade 2 791 invånare (2008), på en yta av 807,95 km².
Den 1 januari 2009 förenades Lochteå jämte Kelviå och Ullava med Karleby stad.
Lochteå var enspråkigt finskt.

## Byar
- Maringais

## Politik

### Mandatfördelning i Lochteå kommun, valen 1976–2004
| 1 | 3 | 15 | 2 |

| 3 | 14 | 2 | 2 |

| 3 | 1 | 14 | 1 | 2 |

| 3 | 15 | 1 | 2 |

| 3 | 14 | 2 | 2 |

| 3 | 14 | 2 | 2 |

| 2 | 14 | 2 | 3 |

| 2 | 14 | 2 | 3 |

| 14 | 7 |